# Pala di Brera
La Pala di Brera, o Pala Montefeltro (Sacra Conversazione con la Madonna col Bambino, sei santi, quattro angeli e il donatore Federico da Montefeltro), è un'opera di Piero della Francesca, tempera e olio su tavola (251x173 cm), databile al 1472 circa e conservata nella Pinacoteca di Brera a Milano, che le dà il nome. 

## Storia
Venne prelevata dall'altare maggiore della chiesa di San Bernardino a Urbino e trasferita a Milano nel 1811 in seguito alle requisizioni napoleoniche. Alcune parti della pala (in particolare le mani del duca) sono da attribuire ad un intervento di completamento o modifica da parte di Pedro Berruguete, pittore di corte, databile a dopo il 1474 circa.
Il sapiente uso della prospettiva e dello spazio in questo dipinto influenzò la Scuola di Atene di Raffaello (il padre di Raffaello, Giovanni Santi, era priore della Chiesa di San Bernardino a Urbino).

## Descrizione e stile
La pala di Brera è esemplare delle ricerche prospettiche compiute dagli artisti del centro Italia nel secondo Quattrocento. Si tratta di un'opera monumentale, con un trattamento magnifico della luce, astratta e immobile, e un repertorio iconografico di straordinaria ricchezza. Innanzitutto sono inconsuete sia le dimensioni sia l'assenza di scomparti laterali, come nei tradizionali polittici, risultando la prima Sacra Conversazione sviluppata prevalentemente in verticale: numerose tavole da altare, in tutta l'Italia centrosettentrionale, vi si ispirano.
L'opera presenta al centro la Madonna in trono in posizione di adorazione, con le mani giunte verso Gesù Bambino addormentato sul suo grembo. La sua figura domina la rappresentazione e il suo volto e più precisamente l'occhio sinistro è il punto di fuga dell'intera composizione. Il trono si trova poggiato su un prezioso tappeto anatolico, un oggetto raro e prezioso ispirato a dipinti analoghi dell'arte fiamminga.
Attorno vi è una schiera di angeli e santi. La particolare disposizione del gruppo sacro centrale è rara, ma è documentata già nella bottega muranese dei Vivarini o in un polittico di Antonio da Ferrara presente nella chiesa urbinate di Brera. La posizione venne probabilmente scelta dal committente per il collegamento con un sentimento a lui caro, la pietà filiale. In basso a destra si trova, appunto, inginocchiato e in armi, il duca Federico. Fa da sfondo alla composizione l'abside di una chiesa dalla struttura architettonica classicheggiante.
Il Bambino porta al collo un ciondolo di corallo che cela rimandi al rosso del sangue, simbolo di vita e di morte, ma anche della funzione salvifica legata alla resurrezione di Cristo. La stessa posizione addormentata era una prefigurazione della futura morte sulla croce.
Federico è esposto più all'esterno, fuori dall'insieme degli angeli e dei santi, come prescriveva il canone gerarchico dell'iconografia cristiana rinascimentale.
L'impianto prospettico del dipinto converge in un punto di fuga centrale, collocato sull'occhio sinistro della Vergine il cui volto ovale si pone perfettamente in linea con l'uovo di struzzo che pende dal catino absidale, di cui riproduce la forma. L'armonia della composizione è ottenuta attraverso la ripetizione di un modulo circolare: la volta a botte in alto, lo sfondo scandito da pannelli di marmo e i santi disposti intorno alla Vergine sottolineano la struttura semicircolare dell'abside.
I santi ai lati sono (da sinistra): 
- San Giovanni Battista, barbuto, con la pelle scura e il bastone, la cui presenza è giustificata dalla Chiesa in suo onore nella città di Gubbio dove è morta Battista Sforza, moglie di Federico;
- San Bernardino da Siena, in secondo piano, la cui presenza è giustificata dal fatto che Bernardino conobbe Federico, ne divenne amico e forse confessore; inoltre spiega la collocazione nel convento che porta il suo nome;
- San Girolamo, a sinistra rispetto alla Madonna, con la veste lacera dell'eremita e il sasso per percuotersi il petto; egli, in quanto studioso e traduttore della Bibbia, era considerato il protettore degli umanisti;
- San Francesco d'Assisi, che mostra le stimmate la cui presenza viene messa in relazione con una possibile destinazione originaria per la chiesa francescana di San Donato degli Osservanti, che peraltro ospitò per un periodo la stessa tomba del Duca Federico;
- San Pietro martire, con il taglio sulla testa;
- San Giovanni Evangelista, con il libro e il mantello tipicamente rosato.

Gli abiti, molto ricercati, le pietre degli angeli e l'armatura sono dipinti con minuziosi particolari, secondo un gusto tipicamente fiammingo.
Federico da Montefeltro è vestito dell'armatura, con la spada e un ricco mantello a pieghe, mentre in terra si trovano l'elmo, descritto fin nei più ricercati riflessi metallici della luce e dell'elsa della spada, il bastone del comando e le parti dell'armatura che coprono mani e polsi, per permettergli di giungere le mani in preghiera. Le sue mani hanno trattamento minuzioso e tondeggiante che è estraneo alla pittura "di luce" di Piero: vengono attribuite allo spagnolo di formazione fiamminga Pedro Berruguete, artista di corte di Federico dal 1474 al 1482. Il profilo mostrato è, come di consueto quello sinistro, poiché quello destro era mutilato dalla perdita di un occhio durante un torneo.
La sua figura inoltre non solo è di proporzioni uguali alle divinità, come aveva già rivoluzionato Masaccio, ma è anche coinvolta inequivocabilmente nello spazio della sacra conversazione, suscitando anche nell'osservatore, per emulazione, la sensazione di trovarsi nello spazio della chiesa. Molti dei santi mostrano le ferite del loro martirio, e anche il duca, nell'elmo ammaccato, ricorda la sofferenza terrena.
Nei gioielli indossati dagli angeli o nella croce tenuta da san Francesco nella mano destra il pittore poté dare un saggio di virtuosismo nel rendere i riflessi luminosi sulle diverse superfici, anche quelle più preziose e ricercate, come facevano i fiamminghi.

### Lo sfondo
La scena è ambientata davanti a un'abside monumentale che si trova molto indietro rispetto alle figure, come dimostra lo studio delle proporzioni architettoniche, la prospettiva dell'abside è caratterizzata da una rappresentazione apparentemente deformata della trabeazione semicircolare, si potrebbe trattare di un espediente prospettico volto a far percepire l'uovo sopra la testa della Madonna, pur essendo più arretrato. Secondo il critico Clark le strutture dipinte sarebbero ispirate dalla chiesa di Sant'Andrea di Leon Battista Alberti. L'opera venne iniziata nel 1471, ma è probabile che tra i due artisti ci sia stato uno scambio di pareri e magari di disegni progettuali durante un loro probabile incontro a Rimini e forse nella stessa Urbino. La struttura riecheggia anche lo schema dell'architettura reale della chiesa di San Bernardino, di Francesco di Giorgio Martini, anche se la chiesa è un'opera ritenuta successiva, edificata dal 1482.
Entro un monumentale arco di trionfo, retto da paraste al di sopra di un'elaborata trabeazione con una fascia continua di marmo rosso, si sviluppa una volta a botte con cassettoni scolpiti con rosette. Il numero dei cassettoni su ciascuna fila è dispari, come nell'architettura classica, ma diversamente dalle opere dell'Alberti o dalla stessa Trinità di Masaccio, di brunelleschiana ispirazione. Archi analoghi sono impostati sui lati, come in un ipotetico transetto. Nella parte inferiore si trovano specchiature marmoree policrome, accordate su toni delicati che fanno risaltare le figure, amplificando la sacralità e la monumentalità. L'impianto prospettico è esaltato dai contrasti fra luce e ombra che si creano nei cassettoni della volta a botte.

### La conchiglia e l'uovo
In fondo alla nicchia si trova un'esedra semicircolare dove colpisce la geometrica purezza della calotta della semi-cupola nella quale è scolpita una conchiglia (esempi simili si trovano nell'arte fiorentina dell'epoca, a partire dalla donatelliana nicchia della Mercanzia in Orsanmichele, del 1425 circa), magnificamente evidenziata dalla luce, al culmine della quale è appeso un uovo di struzzo, che sembra fluttuare sulla testa di Maria. L'uovo è messo in risalto dalla luce su uno sfondo in ombra, proiettandosi otticamente in primo piano.
La conchiglia è simbolo della nuova Venere, Maria madre di Gesù Cristo, e della bellezza eterna nonché della natura generatrice della Vergine e del suo legame con il mare e le acque. L'uovo di struzzo, che è anche emblema della perfezione divina, è collocato in una posizione leggermente sfalsata rispetto all'asse mediano del quadro, come simbolo della superiorità della Fede rispetto alla Ragione. L'uovo è un complesso richiamo al dogma della verginità di Maria, che doveva essere noto agli umanisti del XV secolo. Si rifà alla storia di Leda, sposa del re di Sparta, dove si trovava appeso in un tempio un analogo uovo, che venne fecondata da Zeus sotto forma di cigno, precorrendo la fecondazione di Maria tramite i raggi divini emanati dalla colomba dello Spirito Santo.
L'uovo era anche inteso comunemente come simbolo di vita, della Creazione (vedi Uovo cosmico). In numerose chiese dell'Abissinia e dell'Oriente cristiano-ortodosso viene spesso appeso nel catino absidale un uovo proprio con quest'ultimo valore, come segno di vita, di nascita e rinascita. Proprio questa valenza rimanderebbe alla nascita del figlio del duca, tanto più che lo struzzo era uno dei simboli della casata del committente. Inoltre l'uovo, illuminato da una luce uniforme, esprime l'idea di uno spazio centralizzato, armonico e geometricamente equilibrato: "centro e fulcro dell'Universo". L'uovo, inoltre, è il simbolo del casato di Montefeltro, e insieme al ciondolo di corallo, simboleggia la vita.
Secondo altri la figura ovoidale sarebbe invece una perla, generata dalla conchiglia senza alcun intervento maschile.

## La questione dell'integrità dell'opera
Secondo il critico Ragghianti l'opera sarebbe mutilata su tutti i lati. Nella sua ricostruzione l'intera opera sarebbe apparsa “incorniciata in primo piano da pilastri laterali (di cui si scorgono ancora i cornicioni terminali) e da un arcone in controluce”. La sua ricostruzione è apparsa plausibile anche a molti altri studiosi e critici.
Ragghianti, che aveva già notato e provato una simile mutilazione anche in un'altra opera di Piero della Francesca, l'Annunciazione di Arezzo, cercò di individuare l'estensione originale della tavole basandosi sulla concordanza armonica della composizione: egli vi ravvisava uno “stacco” fra la massa complessiva dei personaggi e il vuoto soprastante. L'equilibrio armonico tra le due parti sarebbe stato garantito dalla sezione aurea impostata sulla linea – parallela alla base – tangente l'apice della testa di Maria. Inoltre secondo questa estensione l'uovo verrebbe a trovarsi sul centro geometrico di tutta la composizione ribadendo l'equilibrio e la simmetria ricercata dai pittori umanisti.
Recentemente R. Caracciolo, partendo dallo studio di uno stendardo (conservato a New York) attribuito al giovane Luca Signorelli (allievo di Piero) e confrontato con la tavola di Brera, ha ipotizzato una nuova ricostruzione dell'assetto originario dell'opera, basata sulla linea della sezione aurea passante per l'uovo e sul centro geometrico tangente al capo della Vergine (esattamente l'opposto di quanto postulato dal Ragghianti).
Successivi studi compiuti sull'opera hanno dimostrato che effettivamente l'opera potrebbe aver subito una riduzione: difatti mancano lungo i bordi le consuete sbavature, solitamente presenti in un'opera pittorica indipendentemente dalla perizia dell'esecutore. L'opera potrebbe dunque essere stata ridotta sui quattro lati e poi accuratamente piallata ai bordi. Gli esami effettuati hanno infatti mostrato evidenti tracce di questa piallatura. Risulta difficile datare l'evento.

## Tecnica
La tavola è composta da ben nove assi lignee affiancate in orizzontale e tenute insieme da bacchette saldate negli scassi rinforzate da anelli metallici, secondo uno schema di carpenteria che era in uso a Urbino, utilizzato ad esempio anche nella Pala del Corpus Domini di Giusto di Gand o nel ciclo degli Uomini Illustri per lo Studiolo.
L'imprimitura chiara, stesa prima del disegno e del colore, appare, secondo una tecnica appresa dai fiamminghi, in sottili porzioni lungo i perimetri delle forme, lasciati liberi dalle velature pittoriche, con l'effetto di creare una luminosità vibrante che accentua la tridimensionalità.
I colori usati non sono moltissimi, ma gli effetti cromatici sono moltiplicati dall'uso di diversi leganti, a seconda delle superfici. Se nello sfondo architettonico viene usata la tempera all'uovo, gli incarnati sono resi con un'emulsione di uovo e olio, mentre alcuni dettagli, come gli abiti, presentano una serie di velature a olio stese sopra una base a tempera, o viceversa. Il variare delle superfici e i diversi tipi di brillantezza vengono così resi in maniera eccellente.
Non è chiaro perché le mani del duca vennero ridipinte: forse il committente ne era insoddisfatto, desiderando un effetto più veristico, oppure si era reso necessario di aggiungere l'anello vedovile al dito, necessitando una nuova predisposizione dell'intero dettaglio. Durante tali interventi venne anche probabilmente soppresso il gioiello profano sul capo della Vergine, come hanno rivelato le radiografie, poiché giudicato sconveniente.

## Retaggio
L'opera ebbe un ruolo nodale nello sviluppo della cultura figurativa italiana, a partire dall'influenza su artisti come Giovanni Bellini e Antonello da Messina. Il ricordo dello spazio profondo e definito prospetticamente, su cui indugia una luce immobile, fu senz'altro importante per un artista urbinate quale Bramante.